# Episodi di The Comeback (seconda stagione)
La seconda stagione della serie televisiva The Comeback, composta da otto episodi, è stata trasmessa sul canale statunitense HBO dal 9 novembre al 28 dicembre 2014.
In Italia, la stagione è andata in onda in prima visione sul canale satellitare Sky Atlantic dal 18 agosto all'8 settembre 2015.
| nº | Titolo originale                    | Prima TV USA     | Prima TV Italia   |
| -- | ----------------------------------- | ---------------- | ----------------- |
| 1  | Valerie Makes a Pilot               | 9 novembre 2014  | 18 agosto 2015    |
| 2  | Valerie Tries to Get Yesterday Back | 16 novembre 2014 | 18 agosto 2015    |
| 3  | Valerie Is Brought to Her Knees     | 23 novembre 2014 | 25 agosto 2015    |
| 4  | Valerie Saves the Show              | 30 novembre 2014 | 25 agosto 2015    |
| 5  | Valerie Is Taken Seriously          | 7 dicembre 2014  | 1º settembre 2015 |
| 6  | Valerie Cooks in the Desert         | 14 dicembre 2014 | 1º settembre 2015 |
| 7  | Valerie Faces the Critics           | 21 dicembre 2014 | 8 settembre 2015  |
| 8  | Valerie Gets What She Really Wants  | 28 dicembre 2014 | 8 settembre 2015  |